# Nienke Wasmus
Nienke Wasmus (Den Haag, 23 oktober 1999) is een wielrenner uit Nederland.
Ze is vanaf 2017 met haar ploeg SWABO meegegroeid tot professional onder sponsornamen als Biehler, Krush en Grant Thornton. Sinds 2022 rijdt ze voor de Belgische ploeg Proximus-Alphamotorhomes-Doltcini.
Sinds 2018 rijdt zij op het Nationaal kampioenschap op de weg.